# Pirenoid

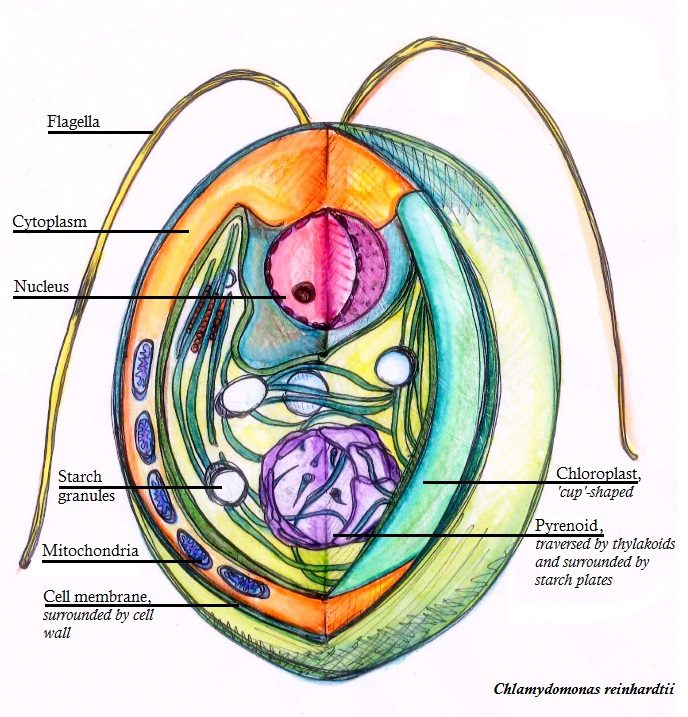
Chlamydomonas reinhardtii-sejt keresztmetszeti képe

A pirenoid sejten belüli fázisszeparált mikrokompartment számos alga és egyes becősmohák plasztiszaiban. A pirenoidok szénkoncentráló mechanizmust (CCM) működtetnek, fő feladatuk a szén-dioxid- (CO2-) kötés központjakénti működés, melyet CO2-gazdag környezet létrehozásával és fenntartásával biztosítanak a ribulóz-1,5-biszfoszfát-karboxiláz/oxigenáz körül. A pirenoidok így feltehetően a cianobaktériumok karboxiszómáival analóg szereppel rendelkezhetnek.
Az algák kizárólag víztartalmú környezetben élnek, még vízi környezetben is, ez csökkenti a CO2 elérhetőségét a fotoszintézishez: a CO2 10 000-szer lassabban diffundál vízben, mint levegőben, és lassan kerül egyensúlyba. Ennek oka, hogy a víz mint közeg CO2-szintje gyakran könnyen lecsökken, és lassan nő. Végül a CO2 a HCO−3-ionnal (hidrogén-karbonát) pH-dependens egyensúlyba kerül vízben oldva. Tengervízben a pH olyan, hogy az oldott szervetlen szén általában HCO−3-ként van jelen, így kevés a szabad CO2, alig elegendő, hogy az alga-RuBisCO a maximális sebessége negyedén működjék, így a CO2-hasznosíthatóság jelentős probléma lehet az algák fotoszintézisében.

## Történet
A pirenoidot 1803-ban fedezte fel Jean Pierre Étienne Vaucher. A fogalmat Schmitz hozta létre 1882-ben, aki az algakloroplasztiszok osztódás közbeni de novo keletkezését figyelte meg, ennek eredményeként Andreas Franz Wilhelm Schimper feltételezte, hogy a kloroplasztiszok eredetileg autonómok voltak, és hogy a növények „egy színtelen élőlény klorofillal színezettel való egyesülésével jöttek létre”. Ez eredményekből Mereschkowski a 20. század elején alkotta meg az endoszimbionta elméletet és a plasztiszok genetikai függetlenségét feltételezte.
Az ezt követő fél évszázadban az algológusok a pirenoidot gyakran használták rendszertani jelzőként, de a fiziológusok nem tudták fontosságát megmagyarázni vízi fotoszintézisben. Az 1980-as évek elejéig feltételezett klasszikus paradigma szerint a pirenoid a keményítőszintézis helye volt. A mikroszkópos megfigyelések könnyen félrevezetőnek bizonyulhattak, mivel a pirenoidok körül gyakran van keményítőhéj. A normál keményítőszemcsékkel rendelkező pirenoidhiányos és a tökéletes pirenoiddal rendelkező keményítőmentes Chlamydomonas reinhardtii-mutánsok megcáfolták e hipotézist.
1971-ig nem volt ismert, hogy a pirenoid fehérjetermészetű: ekkor izolálta Holdsworth zöldmoszatból, kimutatva, hogy 90%-ban biokémiailag aktív RuBisCO-ból áll. Az ezt követő évtizedben egyre több bizonyíték mutatta ki, hogy egyes algák képesek sejten belüli oldottszervetlenszén-sűrűsödéseket létrehozni és CO2-dá átalakítani a környező közegénél sokkal nagyobb koncentrációban. Badger és Price feltételezték először a cianobaktériumok karboxiszómájával analóg funkciót, a CCM-aktivitást. A zuzmók alga- és cianobaktérium-fotobiontái CCM-aktivitását gázcsere- és szénizotóp-megkülönböztetés is igazolta, Palmqvist és Badger  et al. a pirenoiddal hozták összefüggésbe A becősmoha-CCM-et 1996-ban jellemezték Smith és Griffiths. Ezután a pirenoidot az algák szénszerző módszereként tanulmányozták, de nincs precíz molekuláris meghatározása.

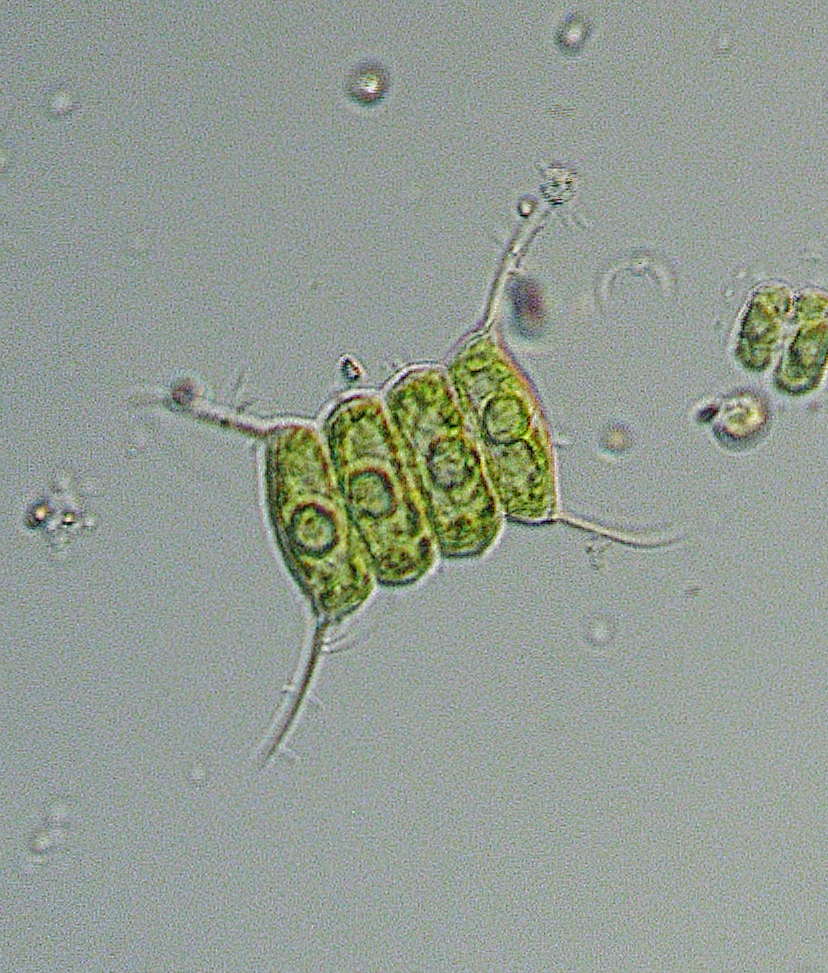
Scenedesmus quadricauda differenciálinterferenciakontraszt-mikrográfja jól látható pirenoiddal (4 központi kerek szerkezet)

## Szerkezet

### Nagy morfológia és ultraszerkezet
Jelentős eltérés van a pirenoidok morfológiája és ultraszerkezete terén alga- és becősmohafajokban. Közös jellemzőjük egy szferoid alakú, elsősorban RuBisCO-ból álló mátrix. A legtöbb pirenoiddal rendelkező fajban ezen tilakoidmembránok haladnak át, melyek a stromalis tilakoidokban folytatódnak. Az egysejtű Porphyridium purpureum vörösmoszatban az egyes membránok áthaladnak a pirenoidon, a Chlamydomonas reinhardtiiban több tilakoid egyesül a pirenoid perifériáján a mátrixon áthaladó nagy tubulusokat alkotva. A karboxiszómával ellentétben a pirenoidot nem határolja fehérjemembrán. A periférián gyakran keletkezik keményítőhéj, méh ha az a citoszolban is keletkezik.
Transzmissziós elektronmikroszkóppal vizsgálva közel körkörös elektronsűrű szemcsés szerkezetként látható. Korai tanulmányok szerint az Achnantes brevipes kovamoszat és a Prorocentrum micans páncélos ostoros pirenoidjában a RuBisCO kristályos. Későbbi tanulmányok szerint azonban a Chlamydomonas pirenoidmátrixában a RuBisCO nem kristályrácsba rendeződik, hanem a pirenoid fázisszeparált folyadékszerű sejtszervecske.
A Porphyridiumban és a Chlamydomonasban egy fénymikroszkóppal jól látható pirenoid van egy kloroplasztiszban. Ezzel szemben a kovamoszatokban és a páncélos ostorosokban több pirenoid is lehet. A Chlamydomonas-pirenoid plasztiszosztódáskor a plasztisszal együtt osztódhat. Ritka esetekben, ha nincs osztódás, új pirenoid keletkezik de novo. A pirenoidok részben a plasztiszstromába oldódnak osztódáskor, ez oldott anyagok új pirenoiddá alakulhatnak, ha nem öröklődik az osztódáskor a pirenoid.

### Molekuláris részek
A C. reinhardtiiban:
- mutagénekkel végzett munka kimutatta, hogy a RuBisCO kis alegysége fontos a pirenoidmátrixhoz,[25] és hogy két közegnek kitett α-hélixe szükséges a folyamathoz.[26]
- a RuBisCO pirenoidba kerüléséhez szükséges a rendezetlen RuBisCO-kötő EPYC1 fehérje, mely feltehetően több RuBisCO-holoenzim összekapcsolásával hozza létre a pirenoidmátrixot.[27] A két fehérjéről kimutatták, hogy elegendő a C. reinhardtii-pirenoidokhoz hasonló fázisszeparált cseppek létrehozásáról, ami további bizonyíték az EPYC1 kapcsolószerepére.[28]
- A SAGA1 és MITH1 szükségesek és együtt elegendők a mátrixon áthaladó membránok megjelenésére még szövetes növények, például Arabidopsis thaliana esetén is. Ezek nélkül nincs lehetőség a CO2 pirenoidba kerülésére.[29]

A Chlamydomonas pirenoidproteomját 2018-ban írták le, a pirenoiddal kapcsolatos fehérjék helyeit és kölcsönhatásait 2017-ben szisztematikusan meghatározták. Pirenoidfehérjék például a RuBisCO-aktiváz és a nitrit-reduktáz.
A Chlamydomonas pirenoidja körül nagy molekulatömegű kétfehérjés komplex (LCIB/LCIC) koncentrikus réteget alkot a keményítőhéjon kívül, ez feltehetően a CO2-szivárgást akadályozó vagy a kiszabaduló CO2-ot újra befogó mechanizmus.

## Szerepe a szénkoncentrációban

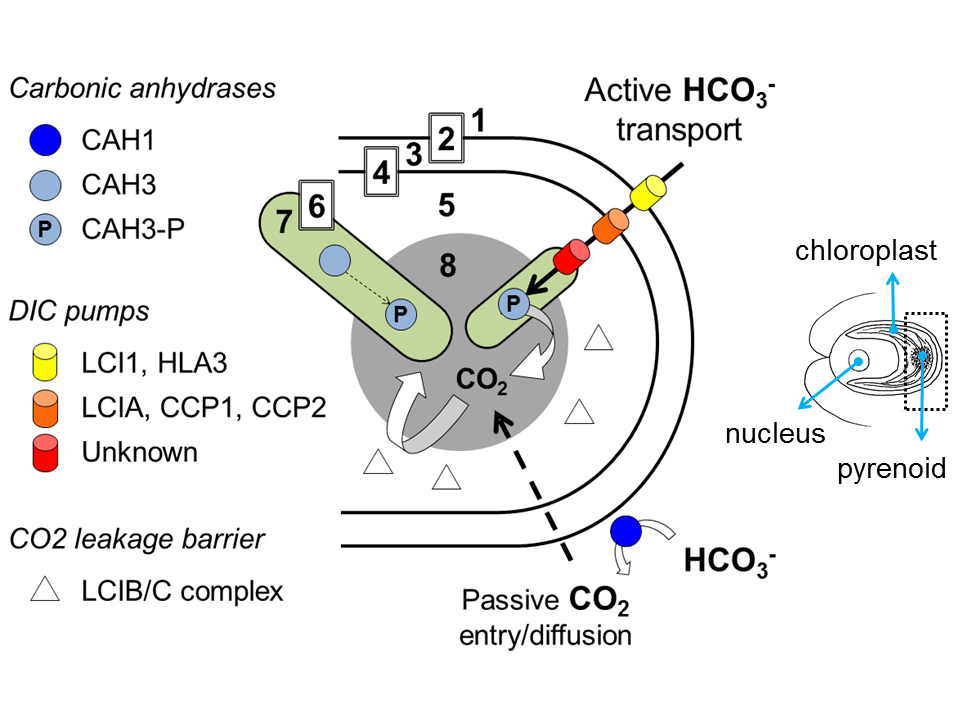
A C. reinhardtii CCM-szerkezete. 1: sejten kívüli környezet. 2: sejtmembrán. 3: sejtplazma. 4: plasztiszmembrán. 5: stroma, 6: tilakoidmembrán, 7: tilakoidlumen, 8: pirenoid

A CO2-kötő enzim sejten belüli mikrorészre való korlátozása a CO2-ot oda szállító mechanizmussal együtt feltehetően növeli a fotoszintézis hatékonyságát vizes környezetben. A CCM a karboxilációnak kedvez a fotorespirációval szemben. A pirenoid és a CCM molekuláris alapjait tanulmányozták a C. reinhardtiiban.
A jelenlegi pirenoidalapú CCM-modell aktív hidrogén-karbonát-transzporton alapul a sejten kívüli környezetből a RuBisCO közelébe a sejt-, a plasztisz- és a tilakoidmembránokon lévő transzportfehérjék révén. A periplazmában, a sejtplazmában és a stromában lévő szénsav-anhidrázok fenntarthatnak magas sejten belüli oldottszervetlenszén-szintet, elsősorban hidrogén-karbonát formájában. Ez később feltehetően transzpirenoid tilakoidok lumenjébe kerülhet, ahol egy szénsav-anhidráz a hidrogén-karbonátot CO2-dá alakíthatja, és karboxilező szubsztráttal telítheti a RuBisCO-t. Feltehetően a különböző algákkkel rendelkező fotoszintetikus élőlények különböző típusokat fejlesztettek, de közös jellemzőjük, hogy a szénsav-anhidrázokon, szervetlenszén-transzportereken és RuBisCO-rendező egységeken alapulnak.
A pirenoidok erősen rugalmasak, és a RuBisCO-rendeződés mértéke a CCM indukciós állapotától függ. A Chlamydomonasban represszált CCM – például CO2-gazdag környezet – esetén a pirenoid kicsi, mátrixa rendezetlen. A Gonyaulax páncélos ostorosban a RuBisCO helyzetét a pirenoidban cirkadián kontroll alakítja: nappal csoportokat alkot a sejt közepén, éjjel ezek szétválnak.

## Fiziológia és szabályzás
A CCM indukálható, általában az alacsony CO2-szint hatására. A Chlamydomonas-CCM indukcióját és szabályzását 2012-ben transzkriptomikailag tanulmányozták, kimutatva, hogy a 3 gén egyikét a CO2-szint változása szabályozza. A Chlamydomonas CO2-érzékelésében egy, két laboratórium által együtt felfedezett „főkapcsoló” is részt vesz. E gén, a Cia5/Ccm1, több mint 1000 CO2-reszponzív gént irányít, és a RuBisCO-rendezés mértékét is szabályozza.

## Eredet
A CCM csak alacsony CO2-szint mellett indukálható, és ez indítószintek léte alapján, melyek alatt bekövetkezhet az indukció, a pirenoidhoz hasonló mechanizmusok megjelenése idejének vizsgálatára lehet következtetni.
Több elmélet szól a pirenoidok eredetéről. Az egyik szerint a szárazföldön megjelenő Streptophyta-fajokkal a CO2-szint jelentősen lecsökkent, ezzel együtt pedig az oxigénszint nőtt. Feltehetően e jelentős CO2-szint-csökkenés okozta a CCM – így a pirenoid – megjelenését, lehetővé téve, hogy a CO2-szint csökkenése ellenére ne legyen a fotoszintézis korlátozó tényező.
Azonban alternatív hipotézisek is vannak. Korábbi CO2-szintek becslései szerint azok az embriós növények mintegy 300 millió évvel ezelőtti megjelenése előtt is hasonlóan gyorsan csökkentek a proterozoikum során. Ez esetben hasonló evolúciós nyomás okozta a pirenoid létrejöttét, ez esetben a pirenoidok és a hasonló szerkezetek kialakultak, majd a CO2-szintek emelkedésekor megszűntek, majd újból megjelentek a szárazföldi növények megjelenésekor. A rövid időn belüli többszöri pirenoidszerzés és -vesztés ismert a becősmohákban.

## Diverzitás
A pirenoidok megtalálhatók algakládokban, függetlenül attól, hogy a plasztisz 1 (például Archaeplastida: vörös-, zöldmoszatok és egyes becősmohák) vagy több (például kovamoszatok, páncélos ostorosok, Haptophytina, Cryptophyta, Chlorarachniophyceae, ostoros moszatok) endoszimbiózisból ered. Egyes algacsooprtokban (például Florideophyceae, Cyanidiophyceae, Chloromonas, Mougeotiopsis és sárgamoszatok) nincs jelen. A pirenoidok gyenge rendszertani markerek, és egymástól függetlenül többször is kifejlődtek.